# Jan-Erik Larsson
Jan-Erik Larsson, född 1957, är en svensk lärare i idrott och biologi samt författare.

## Biografi
Larsson är uppvuxen i Borås och är legitimerad lärare i idrott och biologi utbildad på GIH i Örebro och på Umeå universitet. Han har även en utbildning i PR och kommunikation från Berghs School of Communication och har bland annat arbetat som projektledare på Specialpedagogiska skolmyndigheten.
År 2016 gav han ut spänningsromanen Jag såg dig inte komma. Boken beskrivs som spännande, omskakande och fängslande, där huvudpersonens nyfikenhet på en kvinna i lägenheten på andra sidan gatan övergår i besatthet och sätter alla relationer på sin spets.
År 2021 gav han ut Miss Algots, där vi får följa två unga finska kvinnor som 1953 kommer till Borås för att arbeta på Algots och hur de möter män som på olika sätt påverkar deras liv. Larsson har bland annat inspirerats av sina föräldrar som var tekoarbetare i Borås, samt olika forum och böcker om Borås historia. Han beskriver den snabba utvecklingen av samhället och välfärden under efterkrigstiden med många nyinflyttade från bland annat Finland.
År 2023 gav han ut Flickan i vitt och Sång ur skuggorna.
Sång ur skuggorna blev nominerad till Selmapriset 2024. Juryns motivering: 
Kärleken till musiken utmanar vardagens tristess i denna omvälvande roman, där drömmar framstår som lika avlägsna och förgängliga som ungdomen, men trots detta överlever både anställningar och äktenskap.
Möt Conny, en arbetslös väktare som plockade upp gitarren och klassens snyggaste tjej under skoltiden, men sedan prioriterade bort livemusiken för att leva upp till omgivningens förväntningar. I samma stad lever gatumusikanten Maestro ett helt annat liv. Iklädd full cowboymundering spelar och sjunger han i Stockholms tunnelbana.
När de två männens vägar korsas i Skanstull lämnas ingen oberörd. Bob Dylans ord, What good am I? går rakt in i Connys hjärta och inspirerar honom att skriva en låt som blir början på något nytt. Samtidigt försöker Maestro starta ett annorlunda band.
I en mästerlig balansakt där gränsen mellan saknad och längtan suddas ut visar författaren prov på en sällsam iakttagelseförmåga. Livet blir sällan som vi tänker oss när vi är unga och dumma, men kanske gömmer sig lyckan i de små ögonblicken. I en konsert på en pizzeria tillsammans med en kär främling – eller i en god bok. 